# Тастумсик
Тастумси́к (каз. Тастұмсық) — село у складі Тюлькубаського району Туркестанської області Казахстану. Адміністративний центр Тастумсицького сільського округу.
До 1993 року село називалось Вознесеновка.
Населення — 2023 особи (2021; 2065 у 2009, 1738 у 1999, 1727 у 1989).